# Misael Escuti
Misael Escuti Rovira (Copiapó, 20 dicembre 1926 – Santiago del Cile, 3 gennaio 2005) è stato un calciatore cileno, di ruolo portiere.

## Caratteristiche tecniche
Di ruolo portiere, era soprannominato El Gato per via dei suoi riflessi.